# Matisia victoriana
Matisia victoriana är en malvaväxtart som beskrevs av Fern.Alonso. Matisia victoriana ingår i släktet Matisia och familjen malvaväxter. Inga underarter finns listade i Catalogue of Life.